# Crestaulta

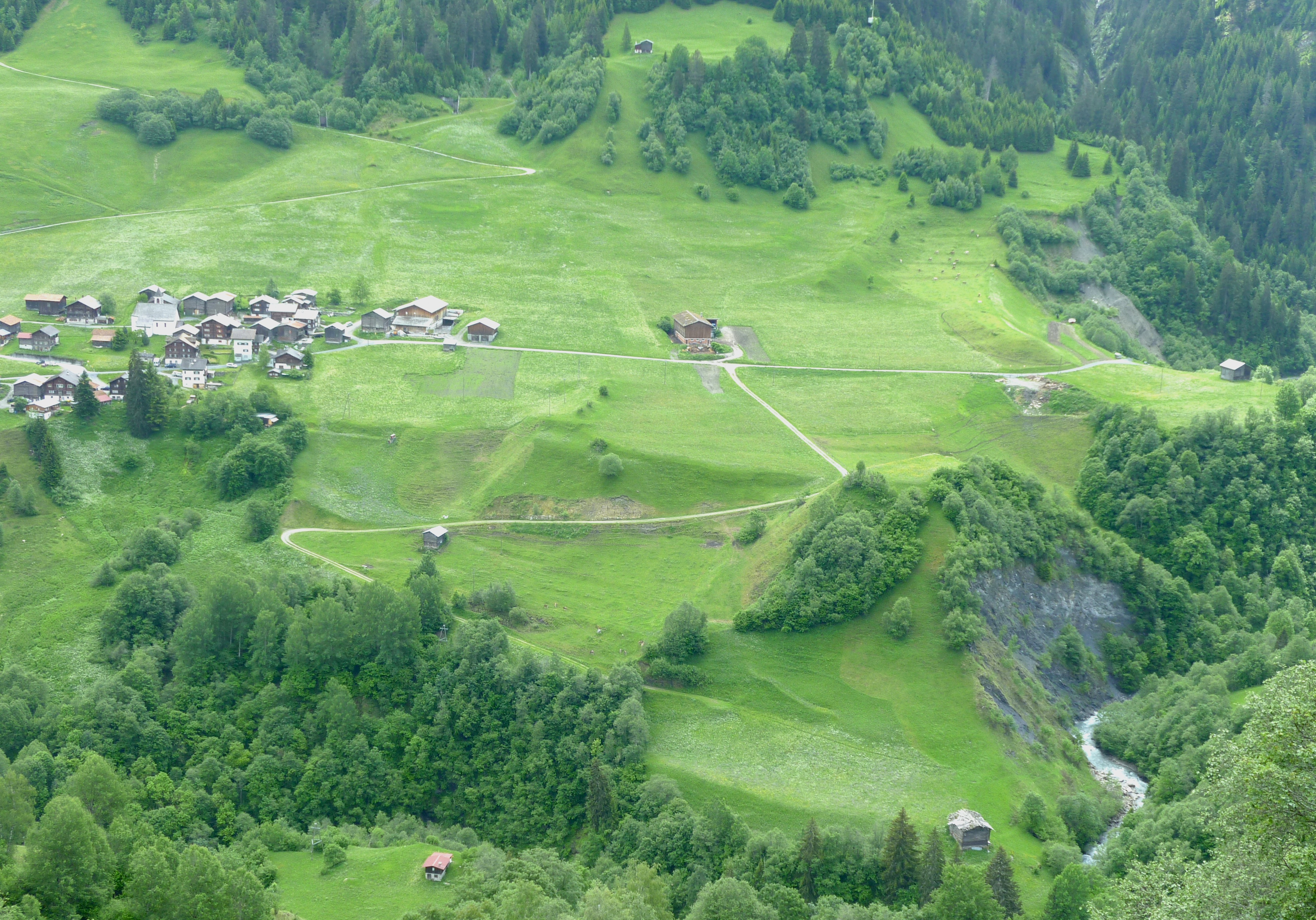
Der Hügel von Crestaulta rechts des Dorfteils Surin von Lumbrein. Ansicht von Nordwesten

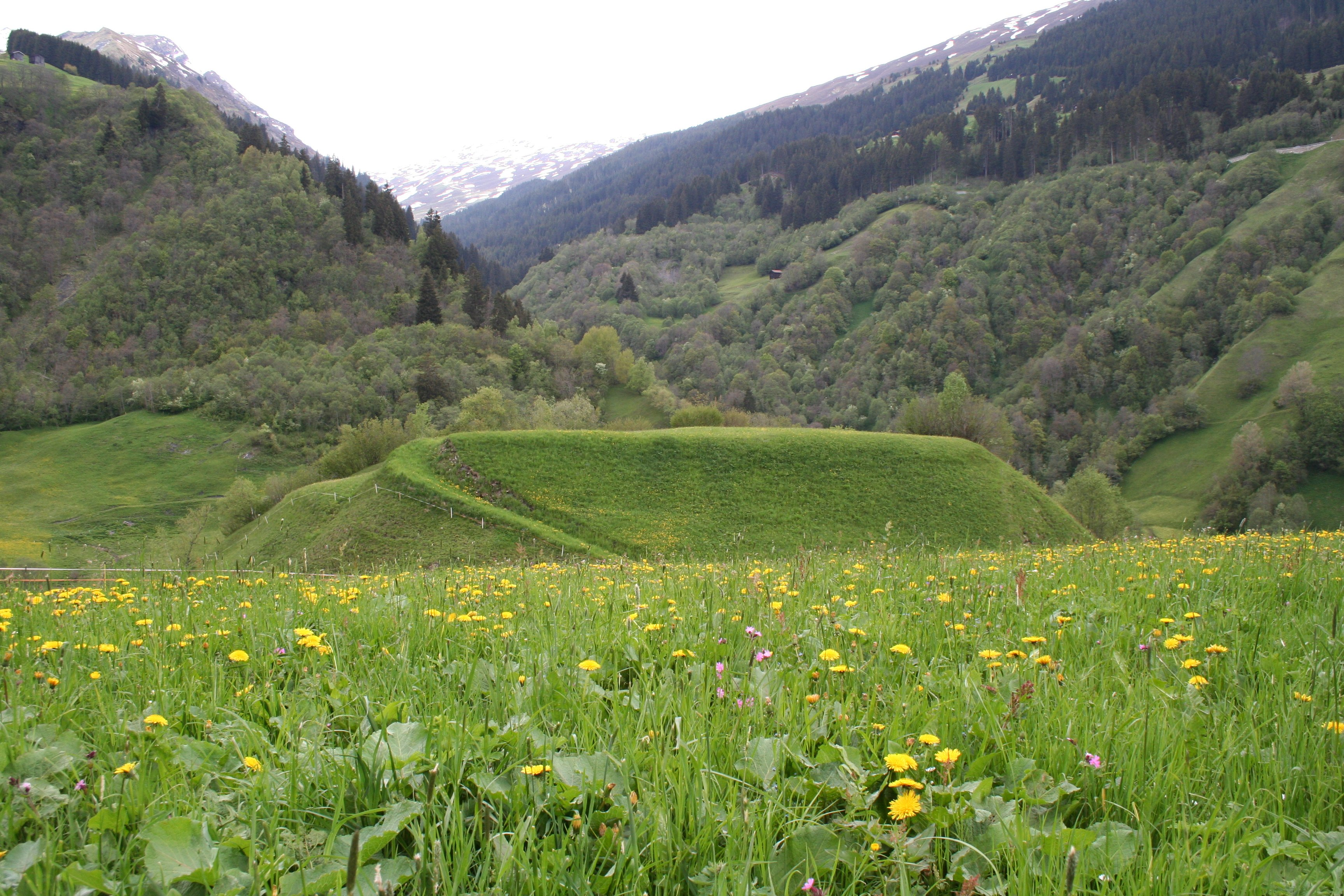
Ansicht von Osten

Crestaulta ist ein bronzezeitlicher Siedlungsplatz auf dem Gemeindegebiet von Lumnezia im schweizerischen Kanton Graubünden. Die Siedlung war seit der frühen Bronzezeit während ca. 500–600 Jahren ununterbrochen besiedelt und gilt als eine der ältesten im inneren Alpenraum.

## Lage
Crestaulta (= hoher Hügel) liegt südwestlich des Dorfes Lumbrein auf einem abgeplatteten Hügel 300 m westlich des Weilers Surin. Im Norden und Westen fällt das Gelände steil gegen den Glenner ab. Der höchste Punkt des Hügels liegt auf einer Höhe von 1283,5 m über Meer. Ein heute noch erhaltener Weg – früher mit Steinplatten belegt, jetzt überwachsen – führt von Osten her auf den Hügel.

## Entdeckung
Die Siedlungsstätte wurde im Sommer 1935 entdeckt. Der damalige Kantonsförster Walo Burkart (1887–1952) nahm am markanten Hügel zusammen mit dem einheimischen Lehrer Ch. Gartmann eine Probebohrung vor. Schon nach wenigen Minuten stiessen die Männer auf Tierknochen, Keramikscherben und ein halbes Bronzebeil. Nach einer grösseren Sondierung im Herbst wurden von 1936 bis 1938 systematische Ausgrabungen durchgeführt. 1937 arbeiteten 15 Studenten des Lehrerseminars Kreuzlingen an den Grabungen mit.

## Befunde
Zur Zeit der Besitznahme des Hügels wies dieser nicht die heute sichtbare abgeplattete Form auf. Wie aufgefundene, zum Teil massive Stützmauern im Innern der Siedlungsfläche zeigten, entstand diese im Laufe der Zeit durch zahlreiche Aufschüttungen und Planierungen. Als erste Wohnzone wurde die annähernd ebene westliche Randzone besiedelt. Durch fortschreitende Planierungen wurde die Baufläche nach und nach gegen Osten hin erweitert, wohl jeweils nach Brandkatastrophen.

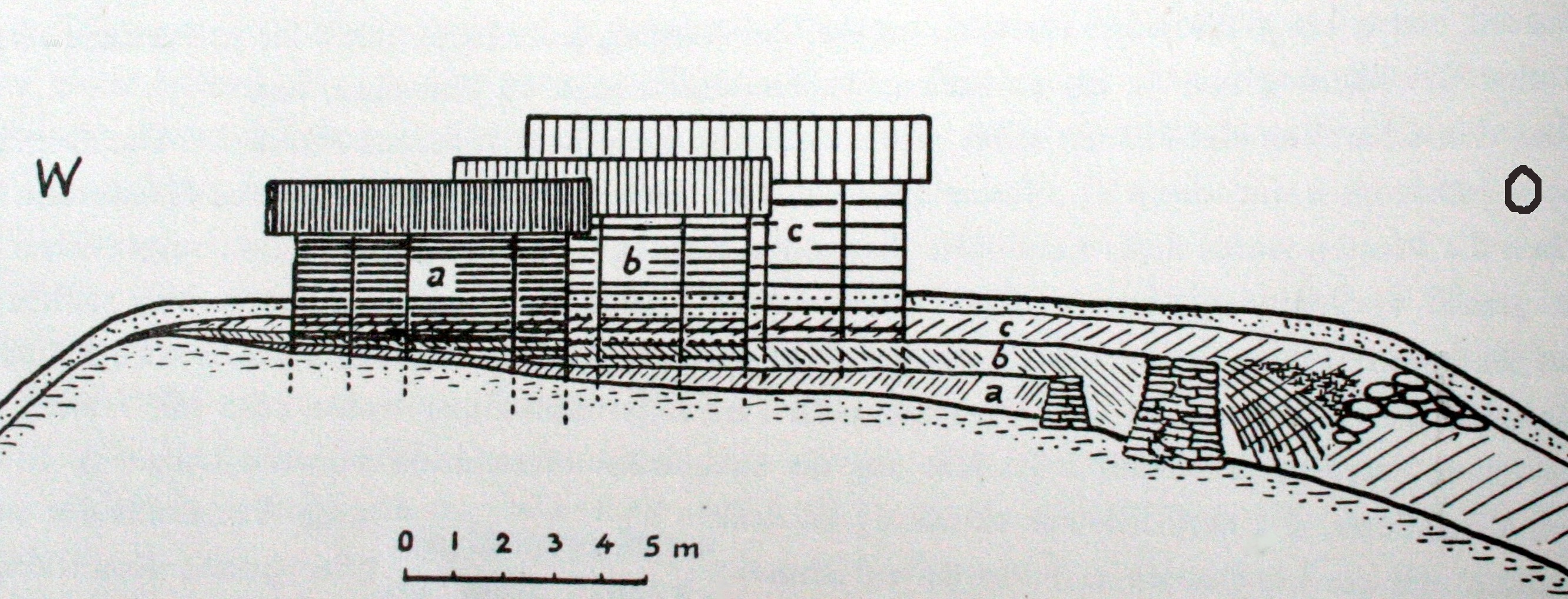
Siedlungsabfolge

Die Kulturschichten beginnen gleich unter der Wiese in einer Tiefe von ca. 10 bis 20 cm. Im Westen messen die Kulturablagerungen ca. 50 cm, im Osten gegen 3 Meter. Die schwarze Farbe der Ablagerungen stammt nicht nur von den Auswürfen der Herde, sondern auch von mehreren Hüttenbränden. Es wurden drei Wohnhorizonte festgestellt, die vor allem in der westlichen, zuerst besiedelten Hügelseite recht gut nachgewiesen werden konnten.

### Unterste Schicht
Die tiefste Schicht stammt aus der frühen Bronzezeit (ca. 2000–1700 bis 1600 v. Chr.) und liegt direkt auf der Moräne, die den Grund des Hügels bildet. Es wurden zahlreiche Pfostenlöcher eines einfachen Pfostenbaus mit einer Herdstelle gefunden. Die Ausmasse der Hütte betrug ca. 6.5 auf 4 m.

### Mittlere Schicht
Aus der zweiten, wohl schon mittelbronzezeitlichen Phase (ca. 1600 bis ca. 1400 v. Chr.) stammen verschiedene Trockenmauerkonstruktionen, die aber keine Rückschlüsse auf Gebäude erlauben. Zudem wurden mehrere Herdstellen, ein kleiner runder "Kellerbau", Reste eines Ofens sowie verschiedene Brandreste gefunden. Aufgefundene Dolchklingen und zahlreiche Gusstropfen lassen vermuten, dass es sich um einen Schmelz- oder Schmiedeofen handelte. Von Süden nach Norden führte ein Plattenweg. Drei Hüttenplätze konnten nachgewiesen werden. Neben einem Töpferofen wurde ein Topfdepot mit sieben Gefässen freigelegt.

### Oberste Schicht
Die oberste Schicht stammt aus der mittleren Bronzezeit (1500/1400–1300 v. Chr.). Entdeckt wurden Hinweise auf drei Hüttenplätze mit Herdstellen, Steinsetzungen sowie einen Holzbretterboden. Die Ausgrabungen förderten ferner keramische Funde aus der inneralpinen Bronzezeit-Kultur (ehemals Crestaulta-Kultur genannt) zutage, zudem Bronzegeräte (Sichel, Beile, Dolche, Schmucknadeln), Stein- und Knochenartefakte, verkohlte Sämereien sowie tierische Knochenreste. Da nur etwa die Hälfte der Siedlungsfläche durchsucht worden ist, kann man annehmen, dass auf Crestaulta noch weitere sechs bis zehn Hütten standen, in denen ca. 35 bis 50 Personen lebten.

## Funde

### Bronze
Es konnten 27 Artefakte als Waffen, Geräte oder Schmuck erkannt werden: Drei nur zur Hälfte erhaltene Beile, zwei Dolchklingen, sieben Pfeilspitzen, eine Sichel in der gleichen Art, wie sie auf der Mutta in Falera gefunden worden war, drei Nadeln und mehrere Bruchstücke von Schmuck. Ob die Beile auf Crestaulta gegossen worden sind, ist nicht klar, Gussformen sind keine gefunden worden.

### Stein und Kristall
Fünf Steinkeulen, die mit Hölzern geschäftet wurden, zahlreiche Kornquetscher sowie Klopf- und Schleifsteine. 20 Bergkristalle mit abgenützten Spitzen wurden vermutlich als Messer verwendet.

### Knochen
84 Artefakte aus Knochen wurden gefunden, die meisten von ihnen stammen aus den unteren beiden Schichten. Auffallend sind zwei geschliffene Dolche mit einer Länge von 15 und 24 cm. Daneben zahlreiche Ahlen, Schaber und Nadeln sowie zwei mit Ocker gefärbte Röhrenknochen, deren Verwendungszweck unklar ist.

### Keramik
In keiner anderen Landsiedlung aus der Bronzezeit sind derartige Mengen an mit grossem Können hergestellter Keramik gefunden worden wie in Crestaulta. Alle Gefässe wurden hier hergestellt. Es ergaben sich Reste von mindestens 436 verschiedenen Gefässen, von denen 20 restauriert wurden. Sieben kleinere Gefässe waren praktisch noch ganz erhalten. Zahlreiche Gefässe waren durch Einkerbungen und Eindrücke verziert. Zum Teil sind feine Fingerabdrücke erhalten geblieben.

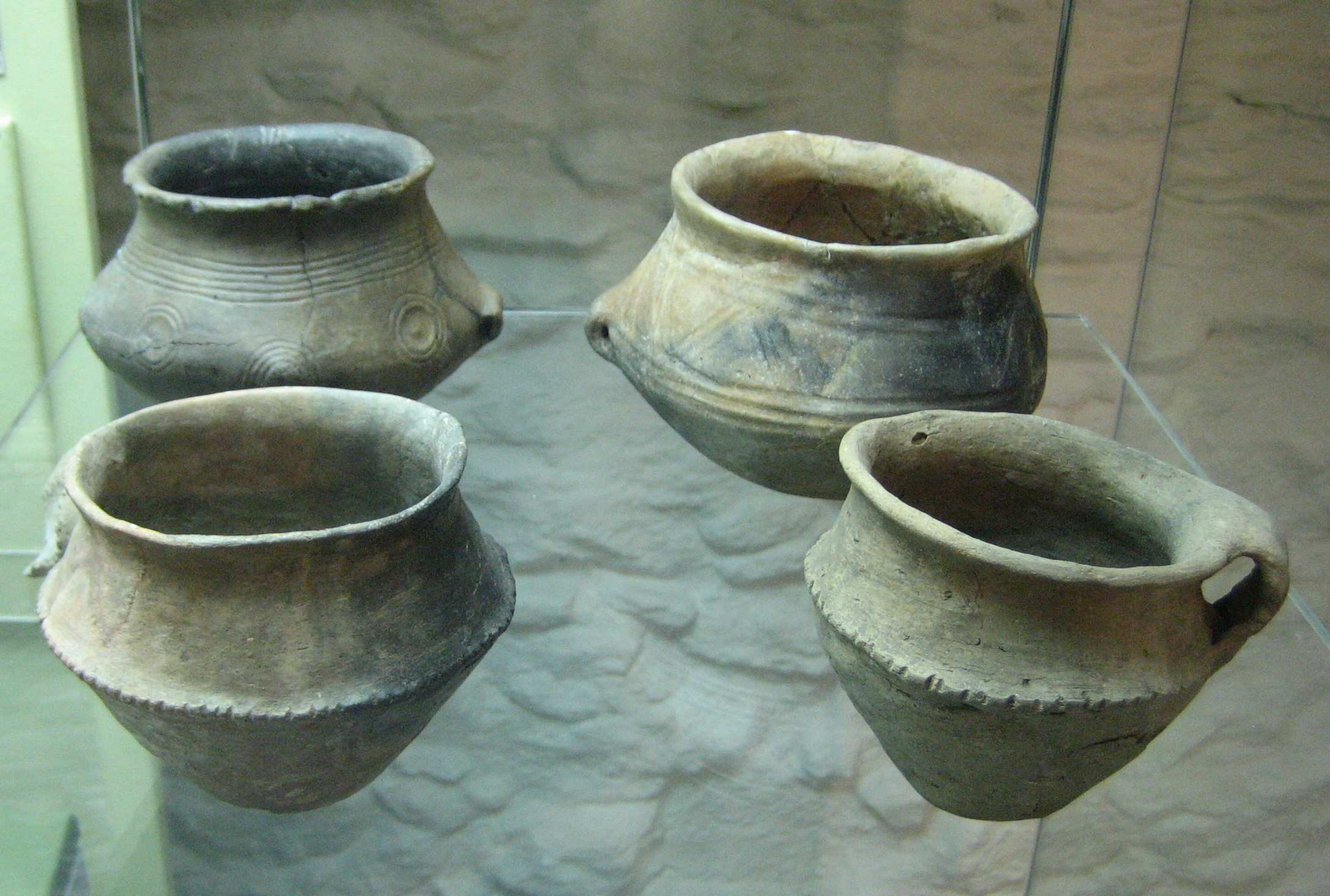
Keramikfunde
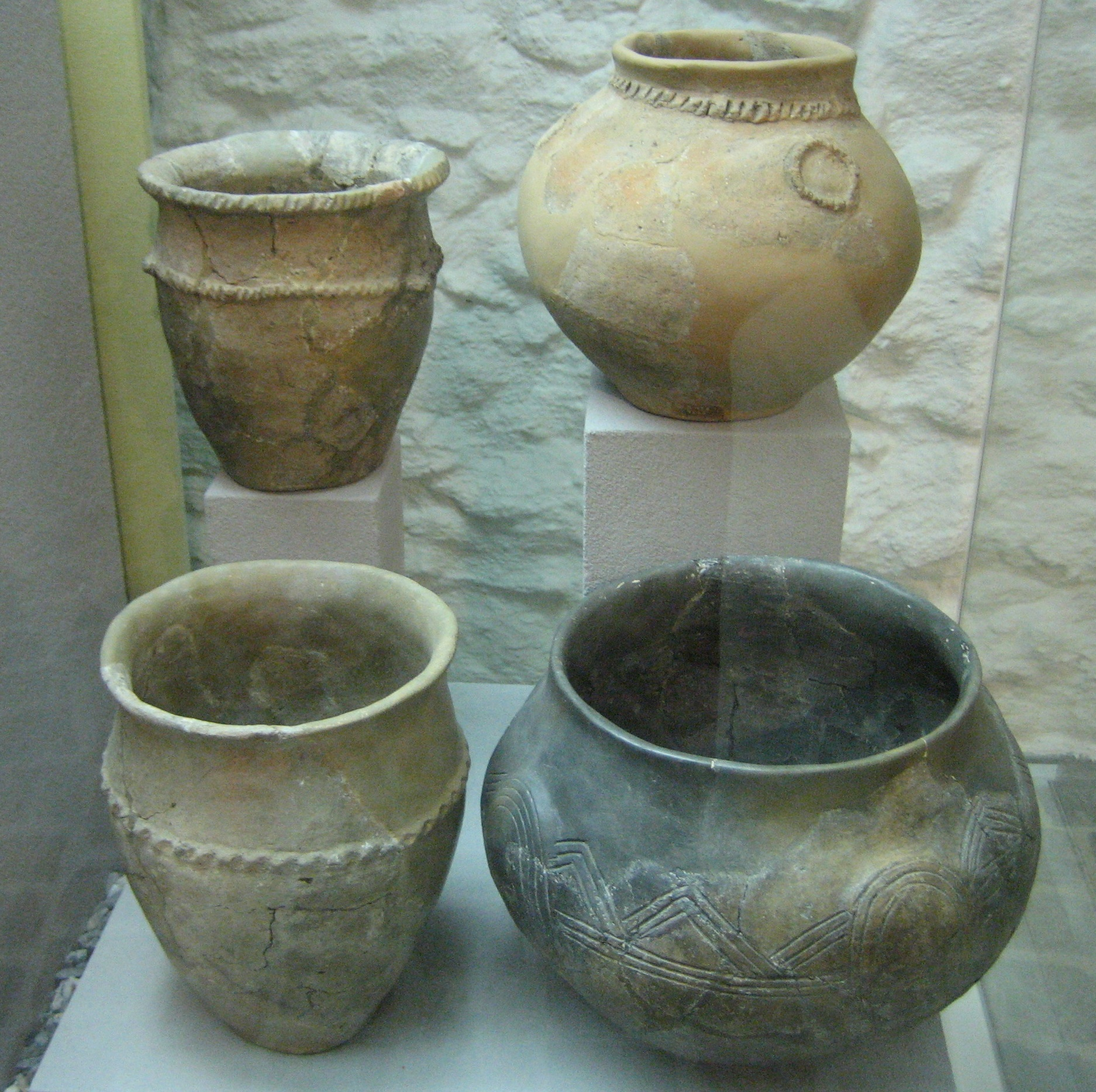
Keramikfunde
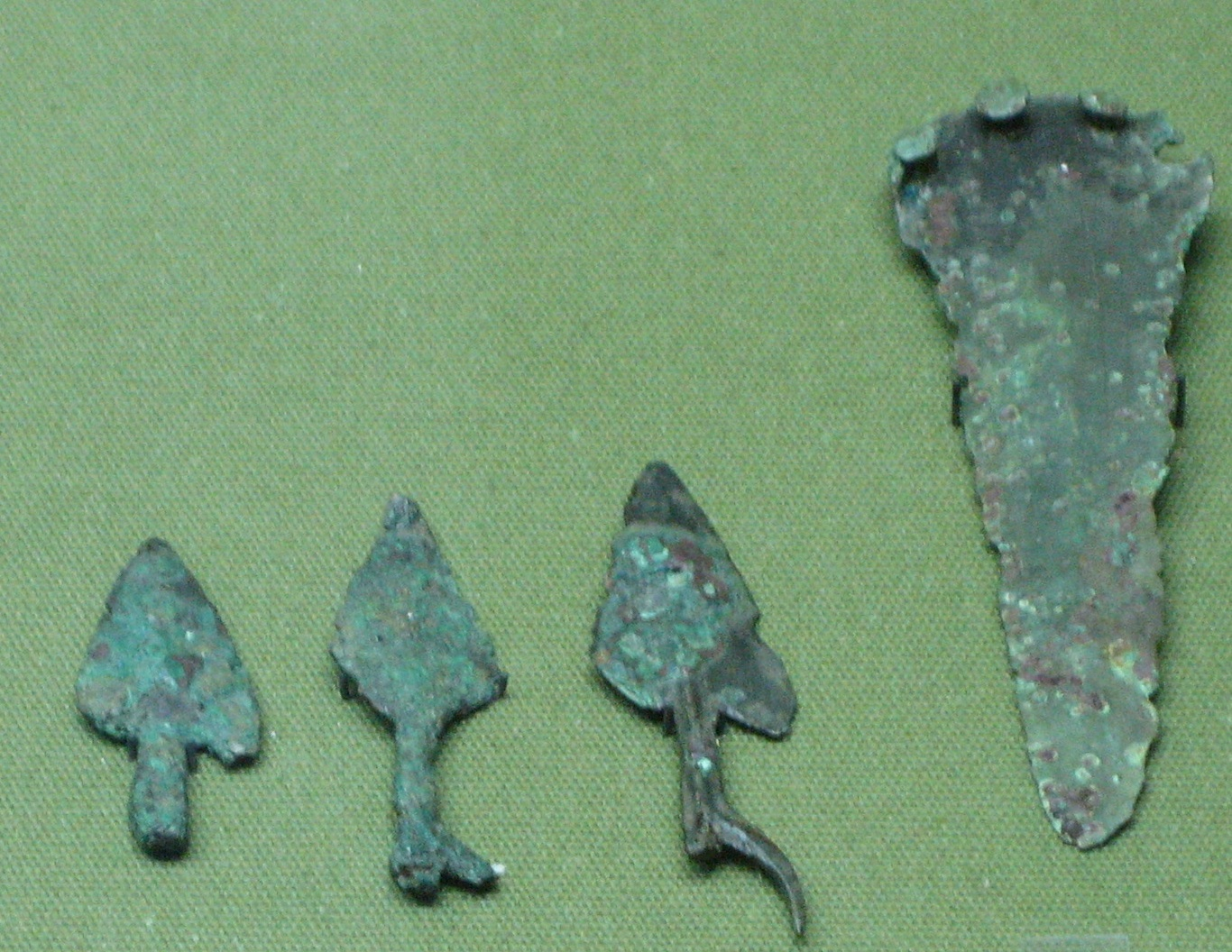
Pfeilspitzen, Dolchklinge
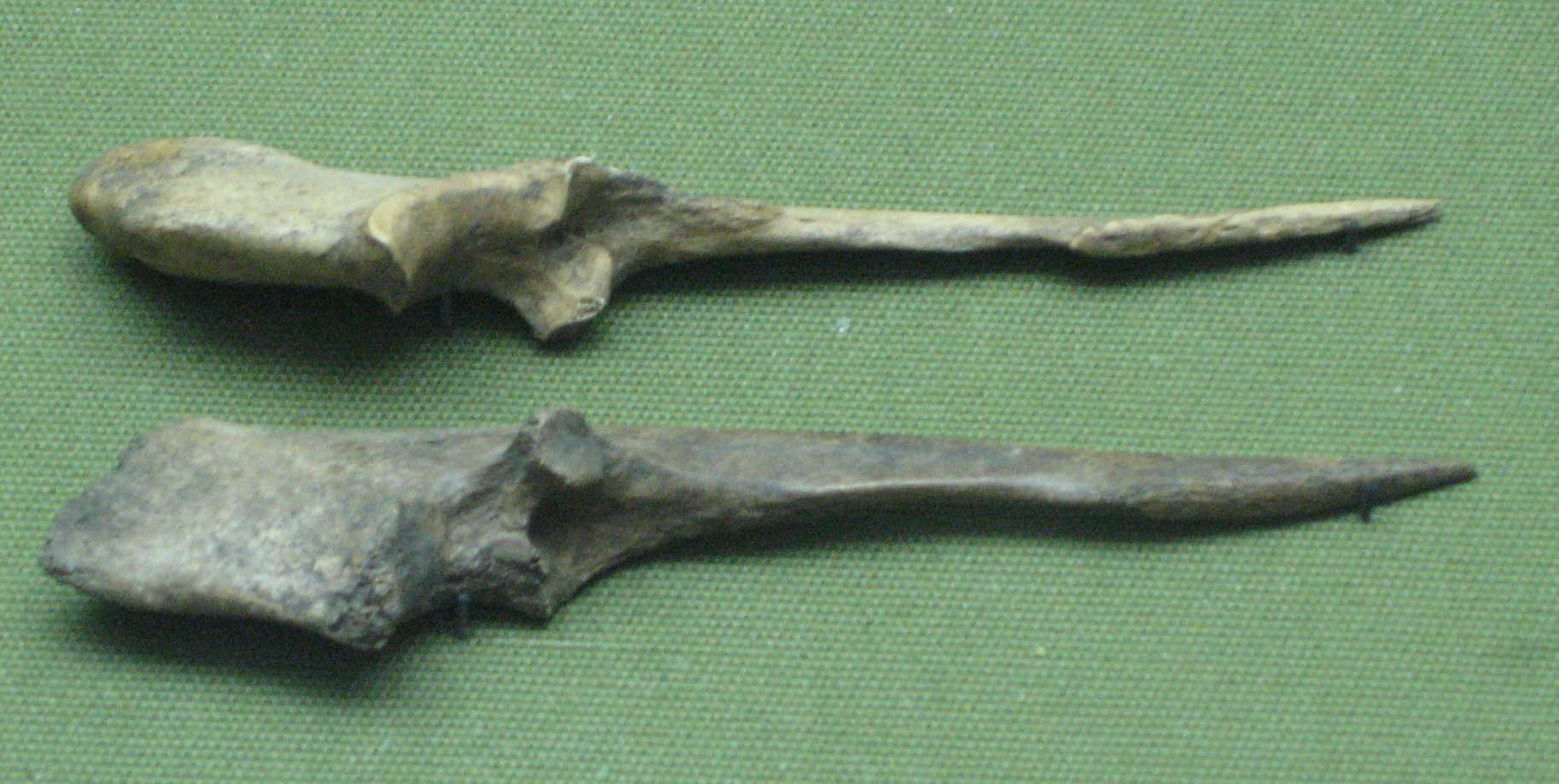
Stichwerkzeuge

### Getreide und Bohnen
An drei Orten des oberen Horizontes wurden, zum Teil noch in den Töpfen, verkokste Weizen- und Gerstenkörner sowie Ackerbohnen (Vicia Faba) gefunden.

### Menschliche Überreste
1937 wurde in der obersten Schicht ein Schädeldach eines ganz kleinen Kindes gefunden, 1938 weitere Skelettreste. Auch hier handelte es sich um Überreste sechs sehr kleiner Kinder, vermutlich Neugeborenen, sowie Knochenreste (Schienbein und Fussknochen) eines klein gewachsenen Erwachsenen. Die menschlichen Überreste werden im Anthropologischen Museum der Universität Zürich aufbewahrt.

### Tierknochen
Zahlreiche Knochen von Wild- und Haustieren wurden gefunden. Von den Haustieren fanden sich am meisten Knochen von Schafen, Rindern und Ziegen, einige von Schweinen und kaum welche von Hunden. Nur ein Pferd konnte nachgewiesen werden. Gegenüber 840 Knochenfunden von Haustieren fanden sich nur 24 Knochen von Wildtieren, darunter solche von Bären, Wildschweinen, Gämsen und Steinböcken.

## Bewohner
Der Hügel von Crestaulta bot den Menschen äusserst günstige Voraussetzungen: Gute strategische Lage, fruchtbares und überblickbares Ackerland, ausgedehnte Weidegebiete für das Vieh, genügend Wald zur Deckung des Holzbedarfs, eine Quelle am Fuss des Hügels und auch im Winter viel Sonne. Ähnliche Voraussetzungen finden sich auch bei anderen bronzezeitlichen Siedlungsplätzen Graubündens wie Jörgenberg, Falera oder Lichtenstein.
Schlüssige Beweise dafür, woher die Bewohner von Crestaulta ursprünglich stammten, gibt es nicht. Die Bodenfunde deuten jedoch darauf hin, dass die Menschen aus der nördlichen Schweiz oder Süddeutschland zugewandert sein dürften; auch Einflüsse aus der Aunjetitzer Kultur werden nicht ausgeschlossen. Mehrmalige Wechsel in der Ornamentik und Ausgestaltung der Keramik lassen Zuwanderungen neuer Volksgruppen vermuten.
Wie aus den Bodenfunden deutlich hervorgeht, lebten die Bewohner von Ackerbau und Viehzucht. Angebaut wurden Gerste, Weizen und Feldbohnen. Die Jagd spielte eine untergeordnete Rolle, wie die tierischen Knochenfunde klar belegen.
Gusspfropfen aus Bronze zeigen, dass die damaligen Bewohner das Metall selber bearbeitet und Kupfer selber aus Erz ausgeschmolzen haben. Die Herkunft des Zinns ist nicht bekannt.
Über die soziale Struktur und Religion der Familien oder Sippen ist nichts bekannt, auch Gräber wurden keine gefunden. Wann genau und warum die Siedlung verlassen wurde, ist nicht bekannt. Nach einer Siedlungspause von mehreren hundert Jahren lassen einige Funde von einzelnen Scherben darauf schliessen, dass später noch einmal für kurze Zeit Menschen aus der Eisenzeit den Hügel besiedelt haben.
Die unbekannten Bewohner von Crestaulta waren die ersten, die die erste Kulturarbeit zur Bewohnbarmachung der Alpen geleistet haben. Der Entdecker Walo Burkhart schreibt: Die Crestaulta-Forschung hat zum ersten Mal einen Einblick in die inneralpine bronzezeitliche Bauern- und Hirtenkultur einer sesshaften Bevölkerung gestattet, die bisher der archäologischen Forschung in ihrer Reichhaltigkeit und hochstehenden Kultur verborgen geblieben war.

## Flur Cresta Petschna
1947 stiess man 150 m von Crestaulta entfernt in der Flur Cresta Petschna auf ein kleines Gräberfeld mit mindestens elf früh- bis mittelbronzezeitlichen Brandbestattungen, die 1947- 48 ebenfalls von Walo Burkart ausgegraben wurden. Die gefundenen Gewandnadeln und Armringe sowie Anhängerschmuck lassen vermuten, dass es sich um Frauengräber handelt. Ein Zusammenhang mit der Siedlung auf Crestaulta ist anzunehmen.